# Bataille de Sandershausen

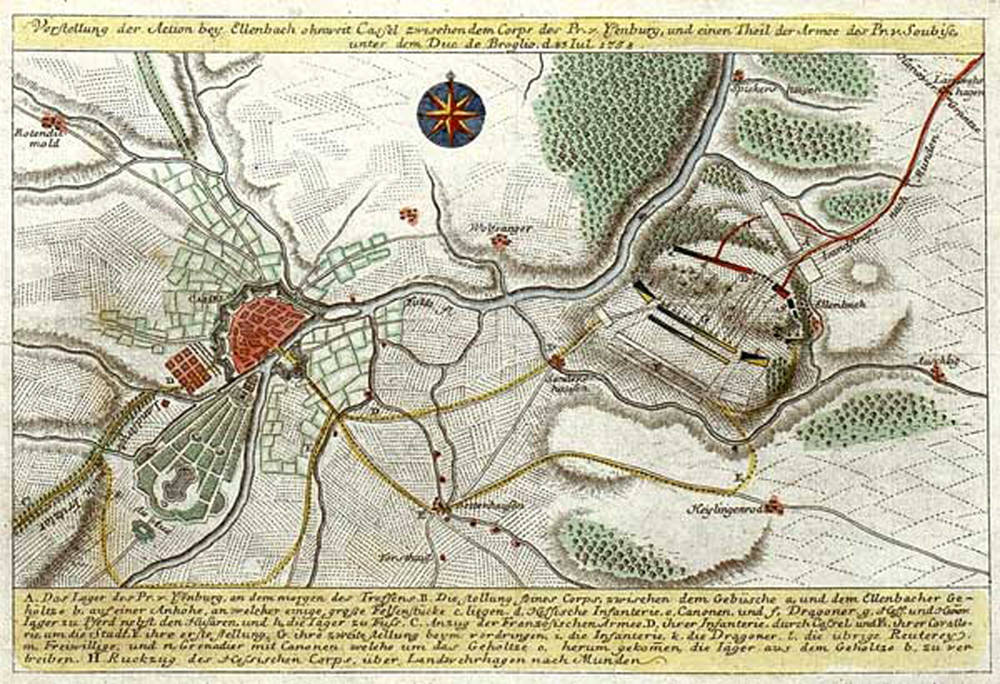
Plan de la bataille

La bataille de Sandershausen (ou le « combat de Sandershausen ») est un épisode de la guerre de Sept Ans. Elle a lieu le 23 juillet 1758 entre les forces de Victor-François de Broglie et les Hessois du comte Johann Casimir von Isenburg-Birstein (de). 

## Le contexte de la bataille
Le prince de Soubise, à la suite de la bataille de Crefeld, reçoit pour instruction de reconquérir la Hesse-Cassel. Pour ce faire, il détache de ses 20 000 hommes un corps d'armée sous les ordres du duc de Broglie avec pour mission de pourchasser les Hessois et de les contraindre à livrer bataille. Le comte d'Isenburg, dont les troupes sont majoritairement composées de conscrits, décide de se retrancher derrière l'Eder près de Fritzlar puis le 22 juillet au-delà de la Fulda vers Cassel.
Effectifs:
- Français : 5 600 fantassins et 1 200 cavaliers appuyés par 28 canons.
- Hessois : 4 000 hommes et 1 250 cavaliers appuyés par 10 canons.

Pertes:
- Français : 600 morts et 1400 blessés.
- Hessois : 1 500 tués, blessés et prisonniers ainsi que 7 pièces d'artillerie perdues.

## La bataille
Le 23 juillet, de Broglie se porte à l'attaque du village de Sandershausen (près de Cassel), où les Hessois ont installé leur campement. Vers 11 heures, son infanterie franchit la Fulda, suivie par la cavalerie.
Les avant-postes Hessois sont bousculés rapidement, mais les Français sont stoppés par le tir de deux bouches à feu ennemies couvrant leur infanterie. De Broglie déploie à son tour de l'artillerie pour procéder à un tir de contre-batterie, mais l'adversaire bat en retraite vers ses positions de Sandershausen. Au son du canon, les Hessois sortent de leur camp et se déploient le long de la route menant vers Hannoversch Münden, la droite appuyée sur les pentes boisées de la Fulda, la cavalerie couvrant la gauche, pendant que les invalides forment une deuxième ligne en arrière. L'artillerie est répartie sur la ligne de bataille.
De Broglie forme son armée en trois colonnes d'assaut, celle de droite appuyée à elle seule par 10 canons, la cavalerie couvrant les arrières. Toute l'armée se met en marche vers 16 heures.
La colonne de droite bute sur la ferme d'Ellenbach, obligeant de Broglie à procéder à un puissant tir d'artillerie sur celle-ci avant de faire donner ses grenadiers, mais d'Isenburg contre-attaque avec sa cavalerie, obligeant les Français à faire de même.
Une mêlée de cavaliers s'ensuit, au cours de laquelle les Hessois sont d'abord rejetés puis les Français lorsqu'ils tentent d'exploiter leur succès. La bataille devient confuse et seule une charge à la baïonnette de l'infanterie royale finit par submerger les Hessois sur leur gauche, emportant la décision vers 6 heures et demie du soir.
Couverts par leur cavalerie et notamment les chasseurs qui verrouillent la vallée d'Ellenbach, les Hessois battent en retraite. De Broglie, constatant l'épuisement de ses troupes, s'abstient de les poursuivre.

## Conséquences
Les Français occupent Marbourg et Cassel et restent provisoirement maîtres de la Hesse. Ils devront y livrer une nouvelle bataille le 10 octobre à Lützelberg quand les Hessois et les Hanovriens tenteront de couper leurs approvisionnements.

## Sources
- Atlas des plus mémorables batailles, combats et sièges des Temps Ançiens, du Moyen Âge et de l'Âge Moderne, Franz von Kausler 1831.